# Sigrid Kaag
Sigrid Agnes Maria Kaag (Rijswijk, Holanda del Sur, Países Bajos; 2 de noviembre de 1961) es una política y diplomática neerlandesa líder de Demócratas 66 desde el 4 de septiembre de 2020. De octubre de 2017 a agosto de 2021 estuvo al frente del ministerio de Comercio Exterior y Cooperación para el Desarrollo, ministerio sin cartera en el seno del Ministerio de Asuntos Exteriores en el Gabinete Rutte III. Fue también brevemente Ministra de Asuntos Exteriores de Países Bajos en funciones, del 25 de mayo al 17 de septiembre de 2021, dimitiendo tras ser rechazada su gestión en la salida de Afganistán tras la llegada de los talibanes al poder.
Kaag empezó a trabajar primero para la Royal Dutch Shell y el Ministerio de Exteriores de los Países Bajos para pasar posteriormente a trabajar en Naciones Unidas a partir de 1994, ocupado varios puestos en Unicef,  en la Organización Internacional para las Migraciones y en la Agencia de Naciones Unidas para los Refugiados de Palestina en Oriente Próximo.

## Biografía
Kaag nació en Rijswijk, hija de un pianista de música clásica. Creció en Zeist. Interesada desde su juventud en la política y los asuntos internacionales. Empezó a estudiar árabe en la Universidad de Utrecht  y más tarde se trasladó a Egipto donde estudió en la Universidad Americana en El Cairo, donde obtuvo una licenciatura en Estudios de Oriente Medio en 1987. Posteriormente, obtuvo un máster en Filosofía (MPhil.) en Asuntos Internacionales en el St. Antony's College de la Universidad de Oxford (Reino Unido) en 1988. Obtuvo su grado de maestría en Artes en Estudios de Oriente Medio de la Universidad de Exeter (Reino Unido) en 1990. El mismo año de su graduación, también recibió formación en Relaciones Exteriores en el Clingendael - the Netherlands Institute of International Relations de La Haya y estudió un curso en la École nationale d'administration (ENA) de Estrasburgo, Francia.

### Trayectoria profesional
Después de sus estudios, Kaag trabajó como analista para Royal Dutch Shell en Londres, Reino Unido. Posteriormente hasta 1993 trabajó para el Ministerio de Relaciones Exteriores de los Países Bajos como jefa adjunta del Departamento de Asuntos Políticos de la ONU. Durante su tiempo en el servicio diplomático, vivió y trabajó en Beirut, Viena y Jartum. 
De 1994 a 1997 trabajó para UNRWA de la ONU en Jerusalén. De 1998 a 2004 fue jefa de relaciones con los donantes en la Organización Internacional para las Migraciones en Ginebra y directora jefa de programas en la oficina de relaciones exteriores de la UNRWA. En 2004 fue nombrada asesora superior de las Naciones Unidas para Jartum (Sudán) y Nairobi (Kenia). En 2005 se unió al Fondo de las Naciones Unidas para la Infancia, UNICEF, donde Kaag se desempeñó como directora regional para Oriente Medio y África del Norte de 2007 a 2010. En mayo de 2010 fue nombrada Subsecretaria General del Programa de las Naciones Unidas para el Desarrollo (PNUD).
Desde octubre de 2013 hasta septiembre de 2014, Kaag, como Subsecretaria General, dirigió la misión de desarme que condujo a la destrucción de las armas químicas en Siria. La misión de desarme fue realizada por la ONU junto con la Organización para la Prohibición de las Armas Químicas (OPAQ). Desde diciembre de 2014 hasta su posición como ministra, Kaag fue Coordinadora Especial de las Naciones Unidas en el Líbano (UNSCOL).

### Trayectoria política y de gobierno
Kaag fue nombrada Ministra de Comercio Exterior y Cooperación al Desarrollo de los Países Bajos en octubre de 2017 puesto que asumió hasta agosto de 2021 y asumió de manera interina el puesto de Ministra de Exteriores entre febrero y marzo de 2018 tras la dimisión del liberal Halbe Zijlstra durante este periodo realiza una polémica visita a Irán en la que se le cuestiona la utilización del velo. La ministra responde que es obligatorio su uso en el país.
El 4 de septiembre de 2020 es elegida con un amplio apoyo como líder del partido Demócratas 66 con el 96 % de votos. En las elecciones legislativas de 2021 logra 24 escaños y sitúa a su partido en buena posición para la negociación en una coalición gubernamental.  
De mayo a septiembre de 2021 estuvo al frente del Ministerio de Exteriores en funciones a la espera de la formación de un nuevo gobierno tras las elecciones parlamentarias de marzo. Dimitió tras el rechazo de la gestión del gobierno por la caótica gestión de la salida de Afganistán.
En 31 de diciembre de 2021 se anunció que sería la próxima ministra de Finanzas de los Países Bajos en el nuevo gabinete de Mark Rutte formado el 10 de enero de 2022 reemplazando a Wopke Hoekstra gran defensor de la ortodoxia presupuestaria y convirtiéndose en la primera mujer en la historia que dirija el Tesoro. Kaag anunció la apuesta por la educación, el clima y por una Europa fuerte.

## Vida personal
Kaag está casada con Anis al-Qad, un palestino que se desempeñó como viceministro de Yasser Arafat en la década de 1990 y como representante palestino en Suiza. El matrimonio tiene cuatro hijos.
Kaag es una políglota destacada que habla seis idiomas: holandés, inglés, francés, español, alemán y árabe. Es una católica practicante.

## Premios y reconocimientos
El 2016, ganó el Carnegie Wateler Vredeprijs (Premio de la Paz Carnegie Wateler) por cumplir misiones delicadas y peligrosas en el Medio Oriente.